# دوري آيسلندا الممتاز 1935
دوري آيسلندا الممتاز 1935 (بالآيسلندية: Efsta deild karla í knattspyrnu 1935) هو الموسم 24 من  دوري آيسلندا الممتاز. كان عدد الأندية المشاركة فيه  4، وفاز فيه نادي فالور.